# Сосая, Мария де
Мария де Сосая (1530, Oieregi — 30 августа 1610, Логроньо) — женщина, которая в 1609 году была привлечена к ответственности как ведьма во время баскских процессов, которые проводились испанской инквизицией.
Мария де Сосая была старой девой из Ойереги в королевстве Наварра, Испания. Она была жительницей городка Рентерия в провинции Гипускоа, и якобы ведьмой акеларре того же города. В 1609 году 79-летняя Мария де Сосая была передана испанской инквизиции за то, что была ведьмой. Её судили вместе с группой женщин, которыми она, как утверждается, руководила.
Её признание включало восхваление сексуального удовольствия. Она также заявила, что когда она посещала шабаш, её в постели подменял её призрак. В том же городе молодой священник весь день был на охоте, так и не поймав ни одного зайца; он обвинил Марию, которая, как сообщается, призналась инквизиторам в том, что после того, как священник прошел мимо её дома, она превратилась в зайца и весь день бежала впереди него и его собак, изнуряя их. Согласно её признанию, это произошло восемь раз в течение 1609 года.
Мария де Сосая умерла в тюрьме через девять месяцев после ареста, когда ей было 80 лет. После смерти её кости были сожжены в рамках публичного аутодафе.
Её имя включено в композицию «Этаж наследия» Джуди Чикаго.